# Nekrolog 1319
Nekrolog
◄◄
| ◄
| 1315
| 1316
| 1317
| 1318
| 1319 | 1320 | 1321 | 1322 | 1323 | ► | ►►
Weitere Ereignisse | Allgemeiner Nekrolog 1319
Die Beschreibung der verstorbenen Person sollte so kurz wie möglich gehalten sein und nur deren signifikante Tätigkeit(en) enthalten.
Neue Namen ggf. auch unter dem Geburts- und Sterbedatum, also etwa unter 1. Januar und im Geburts- und Sterbejahr (2024) eintragen (nur bei entsprechender großer Wichtigkeit). Für Beispiele siehe die schon vorhandenen Artikel.
Außerdem über die fünf zuletzt Verstorbenen, zu denen es einen ausreichend guten Artikel für eine Präsentation auf der Hauptseite gibt, nach der todesbedingten Überarbeitung der Artikel ggf. auch unter Wikipedia Diskussion:Hauptseite informieren und sie am besten auch in den anderen Wikipedia-Sprachversionen eintragen. Tipp: Regelmäßig bei news.google.de nach „ist tot“, „gestorben“ oder „verstorben“ suchen.
Wenn eine Person gestorben ist, gibt es viele Seiten zu dieser Person in der Wikipedia, die davon auch betroffen sind und entsprechend aktualisiert werden müssen. Beispiele: Namenübersichtsseite, Geburtsjahr, Geburtsort-Seiten und viele mehr.
Wie finde ich die betroffenen Seiten?
Im Suchfeld auf der linken Seite gibt man den Suchbegriff so ein: „Vorname Nachname“. Dann klickt man auf Volltext und alle Seiten mit entsprechendem Suchtext werden aufgerufen. Hier sieht man dann schnell, wo auch das Todesjahr Sinn macht oder sogar ein Teil des Artikels angepasst werden muss. Auch hilft das „Werkzeug“ auf der linken Seite sehr gut, um solche Seiten aufzufinden: „Links auf diese Seite“. Somit ist die Wikipedia wieder aktuell in allen Bereichen! Hinweis: bei Eintragung der Kategorie „Gestorben JAHR“ wird der Missbrauchsfilter 49 ausgelöst, was jedoch nicht schlimm ist. Siehe: Spezial:Missbrauchsfilter/49
Dies ist eine Liste von im Jahr 1319 verstorbenen bekannten Persönlichkeiten. Die Einträge erfolgen innerhalb der einzelnen Daten alphabetisch sortiert. Tiere sind im Nekrolog für Tiere zu finden.

## Januar
| Tag        | Name                   | Beruf, bekannt als                   | Alter | Beleg |
| ---------- | ---------------------- | ------------------------------------ | ----- | ----- |
| 12. Januar | Kamāl al-Dīn al-Fārisī | persischer Physiker und Mathematiker |       |       |

## März
| Tag     | Name     | Beruf, bekannt als   | Alter | Beleg |
| ------- | -------- | -------------------- | ----- | ----- |
| 5. März | Jean II. | Dauphin von Viennois |       |       |

## April
| Tag       | Name              | Beruf, bekannt als           | Alter | Beleg |
| --------- | ----------------- | ---------------------------- | ----- | ----- |
| 20. April | Irmgard von Kleve | Regentin der Grafschaft Berg |       |       |

## Mai
| Tag     | Name     | Beruf, bekannt als                      | Alter | Beleg |
| ------- | -------- | --------------------------------------- | ----- | ----- |
| 8. Mai  | Håkon V. | König von Norwegen                      |       |       |
| 19. Mai | Ludwig   | französischer Prinz und Graf von Évreux |       |       |

## Juni
| Tag     | Name                   | Beruf, bekannt als | Alter | Beleg |
| ------- | ---------------------- | ------------------ | ----- | ----- |
| 8. Juni | Heinrich III. von Daun | Bischof von Worms  |       |       |

## August
| Tag        | Name      | Beruf, bekannt als                            | Alter | Beleg |
| ---------- | --------- | --------------------------------------------- | ----- | ----- |
| 12. August | Rudolf I. | Herzog von Oberbayern und Pfalzgraf bei Rhein | 44    |       |
| 14. August | Waldemar  | Markgraf der Mark Brandenburg                 |       |       |

## September
| Tag           | Name                 | Beruf, bekannt als                                                        | Alter | Beleg |
| ------------- | -------------------- | ------------------------------------------------------------------------- | ----- | ----- |
| 7. September  | Bernhard von Gützkow | Graf von Gützkow                                                          |       |       |
| 9. September  | Guglielmo Longhi     | italienischer Geistlicher, Kurienkardinal der römisch-katholischen Kirche |       |       |
| 23. September | Heinrich von Würben  | Bischof von Breslau                                                       |       |       |

## Oktober
| Tag        | Name                     | Beruf, bekannt als               | Alter | Beleg |
| ---------- | ------------------------ | -------------------------------- | ----- | ----- |
| 9. Oktober | Wilhelm Hase von Waldeck | böhmischer Politiker und Adliger |       |       |

## November
| Tag          | Name                     | Beruf, bekannt als                                                     | Alter | Beleg |
| ------------ | ------------------------ | ---------------------------------------------------------------------- | ----- | ----- |
| 1. November  | Uguccione della Faggiola | italienischer Condottiere                                              |       |       |
| 2. November  | John Sandale             | englischer Geistlicher und Beamter, Kanzler und Bischof von Winchester |       |       |
| 11. November | Beatrix von Luxemburg    | Königin von Ungarn, Kroatien und Dalmatien                             |       |       |
| 13. November | Erik VI.                 | dänischer König (1286–1319)                                            |       |       |

## Datum unbekannt
| Tag | Name                  | Beruf, bekannt als                                  | Alter | Beleg |
| --- | --------------------- | --------------------------------------------------- | ----- | ----- |
|     | Duccio di Buoninsegna | italienischer Maler                                 |       |       |
|     | Eberhard Sachs        | Stiftspropst von Berchtesgaden                      |       |       |
|     | Guan Daosheng         | chinesische Malerin und Dichterin                   |       |       |
|     | Hermann IV.           | Graf aus dem Geschlecht Weimar-Orlamünde            |       |       |
|     | Johannes von Arnsberg | Kanoniker in Utrecht und Propst des Stifts Meschede |       |       |
|     | Andrea I. Muzaka      | albanischer Fürst und Sebastokrator                 |       |       |